# Анетт Норберг
Анетт Норберг (швед. Anette Norberg) — шведська керлінгістка, дворазова олімпійська чемпіонка. 
Норберг скіп жіночої збірної Швеції з керлінгу. Із своєю командою вона виграла Туринський олімпійський турнір і відстояла титул олімпійської чемпіонки у Ванкувері. Ще на Олімпіаді в Калгарі, де керлінг був показивим спортом, Анетте разом із подругами зі збірної була другою. 
За свою довгу кар'єру Норберг тричі вигравала чемпіонат світу і 7 разів чемпіонат Європи.
Поза спортом Анетте Норберг працювала провідним актуарієм у Nordea, зараз завідувач відділу у Folksam.